# Hoplitis hypocrita
Hoplitis hypocrita är en biart som först beskrevs av Cockerell 1906.  Hoplitis hypocrita ingår i släktet gnagbin, och familjen buksamlarbin. Inga underarter finns listade i Catalogue of Life.